# Mario Kempes
Pour les articles homonymes, voir Kempes.
Mario Kempes, né le 15 juillet 1954 à Bell Ville dans la province de Córdoba, est un footballeur international argentin, devenu entraineur et commentateur.
Buteur prolifique capable de jouer attaquant ou milieu offensif, Kempes offre à l'Argentine son premier titre en Coupe du monde en 1978, tournoi dont il est le meilleur buteur et le meilleur joueur, et en finale duquel il marque deux buts.
En club, il connaît ses meilleures années à Rosario Central en Argentine, puis à Valence en Espagne. Il était surnommé El Toro et El Matador.

## Biographie

### Carrière de joueur
Mario Alberto Kempes Chiodi a pour parents Mario Quemp, un footballeur amateur d'origine allemande, et Teresa Chiodi, italienne. Il commence à jouer au football à l'âge de sept ans et il rejoint l'école de football du CA Talleres de Bell Ville, sa ville natale. Peu intéressé par l'école, il est envoyé par son père travailler dans son entreprise comme charpentier.
Vers l'âge de 17 ans, il est recommandé par son club aux dirigeants l'Instituto de Córdoba, club de Liga Cordobesa, où il part faire un essai, sous un faux nom (« Carlos Aguilera »), qui s’avère concluant. Son père exige cependant qu'il finisse ses études à Bell Ville, ce qui l'oblige à faire trois heures de bus en fin de semaine pour rejoindre son nouveau club. Cela n’empêche pas Kempes de très vite briller, l'Instituto remportant en 1972 son premier titre régional depuis six ans, ce qui lui ouvre les portes du championnat national. Il est fait état qu'il marque 78 buts en 81 matchs au niveau régional. Il est enfin diplômé en décembre 1972 et peut dès lors s'installer à Córdoba.
1973 est l'année de son éclosion au niveau national : la modeste équipe d'Instituto finit en milieu de tableau du championnat Nacional grâce notamment aux réalisations de son jeune attaquant, qui termine au troisième rang des meilleurs buteurs du championnat avec onze buts, derrière Voglino et Morete. Il a notamment pour jeune compère d'attaque Osvaldo Ardiles, avec lequel il jouera en sélection argentine et restera un ami proche toute sa vie. À l'issue du championnat, il est approché par Boca Juniors, l'OGC Nice en France et le Standard de Liège en Belgique, mais c'est finalement Rosario Central, champion d'Argentine en titre, situé à trois heures de route de Bell Ville, qui le recrute contre environ 160 000 dollars, un montant record en Argentine.
À Rosario Central, Kempes s'affirme comme un milieu offensif de grande classe. Dans un rôle que l'on qualifie aujourd'hui de « neuf et demi », il se révèle un redoutable buteur par sa vivacité, sa vitesse de course et son tir très précis. En 1974, il inscrit 33 buts en 43 matchs, dont 25 en autant de matchs lors du championnat Nacional 1974, dont il est à la fois le meilleur buteur et son équipe vice-championne. Il fait aussi ses débuts en Copa Libertadores, le tournoi réunissant les meilleurs clubs d'Amérique du Sud. L'année suivante il inscrit encore 40 buts en 58 matchs. Son équipe atteint les demi-finales de la Copa Libertadores 1975, mais y est devancée d'un but par le CA Independiente, qui remporte peu après un 4e titre continental d'affilée. Il inscrit enfin 21 buts en 22 matchs lors du Metropolitano 1976, dont il est meilleur buteur, mais les résultats de son équipe sont plus décevants. Il joue son dernier match le 1er août contre Newell's, à domicile au Gigante de Arroyito.
En août 1976, il est recruté par l'ambitieux club espagnol de Valence CF, contre 40 millions de pesetas, environ 400 000 dollars, un record alors pour le football argentin. Lors de ses deux premières saisons, il est meilleur buteur du championnat espagnol, avec respectivement 24 et 28 buts en 1976-1977 et 1977-1978, mais son équipe ne termine qu'aux 7e et 4e rangs du championnat. Lors de la dernière journée de cette deuxième saison, Valence, 2e, s'incline sur le terrain de son poursuivant, le FC Barcelone, où Johan Cruyff joue son dernier match, et perd deux rangs, conservant malgré tout le bénéfice d'une qualification pour la Coupe UEFA 1978-1979 ; après avoir été 2e au soir de la dernière journée en 1978. Les supporters et la presse lui trouvent rapidement le surnom El Matador.

Après le triomphe de la Coupe du monde 1978, Kempes revient à Valence et remporte la Copa del Rey en 1979. Son équipe bat d'abord le FC Barcelone, tenant du titre, en demi-finale, en renversant une défaite initiale 1-4 par une victoire écrasante au match retour au stade Luis Casanova de Valence (4-0), puis le Real Madrid, inscrivant lui-même les deux buts en finale au stade Vicente-Calderón à Madrid (2-0). Puis Valence remporte la saison suivante la Coupe d'Europe des vainqueurs de coupe, en écartant encore le FC Barcelone, puis le FC Nantes en demi-finale, au cours de laquelle Kempes marquant trois fois. Malgré une finale sans but face à Arsenal, au cours il manque même son tir au but, Kempes est le meilleur buteur du tournoi. Il reste le meilleur buteur de son club ces deux saisons.
La 5e saison de Kempes à Valence est marquée par l'élimination au 2e tour de Coupe des coupes face aux Allemands du FC Carl Zeiss Iéna, puis la victoire en décembre 1980 en Supercoupe d'Europe contre Nottingham Forest, double champion d'Europe en titre (2-1 en Angleterre, 1-0 en Espagne). Mais après avoir manqué de nombreux matchs (il n'a joué que 12 des 27 premières journées de championnat), et malgré un classement encore ouvert en championnat, Kempes est transféré en mars 1981 à River Plate en Argentine contre 300 millions de pesetas, près de dix fois le montant de son recrutement.
Avec le club de Buenos Aires, Kempes remporte le championnat Nacional en décembre 1981, en marquant le seul but de la finale face à Ferro Carril Oeste. Cependant le club argentin ne parvient pas à verser les sommes attendues et Kempes fait son retour à Valence pour la saison 1982-1983. Le club espagnol, lourdement endetté, dispose cependant d'une équipe affaiblie, et Kempes, qui en est toujours le meilleur buteur, ne peut l'empêcher de se trainer en bas de classement. Valence ne se sauve finalement de la relégation qu'à la différence de buts. La saison suivante démarre mieux, Kempes marquant notamment le seul but d'une victoire de prestige sur le terrain du Real Madrid. Mais il se blesse plusieurs fois et ses performances s'en ressentent. Il joue son dernier match et marque son dernier but en championnat contre le Real Murcia, en avril 1984.

### Sélection nationale

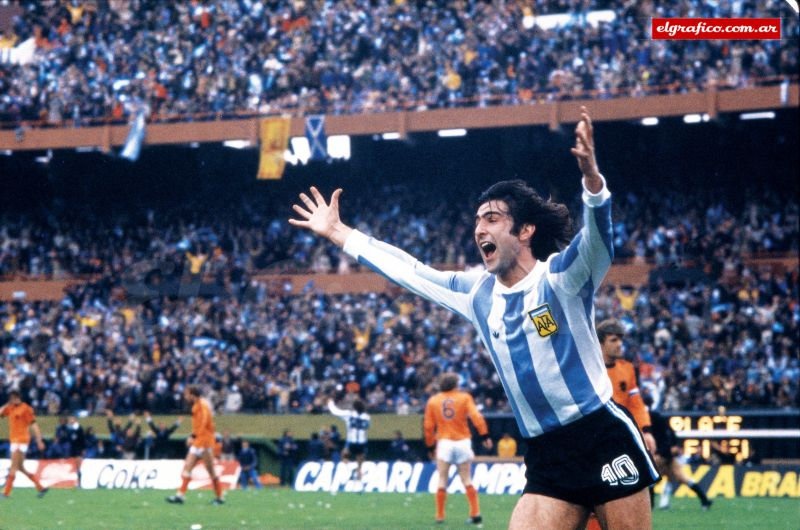
Kempes buteur en finale de Coupe du monde 1978.

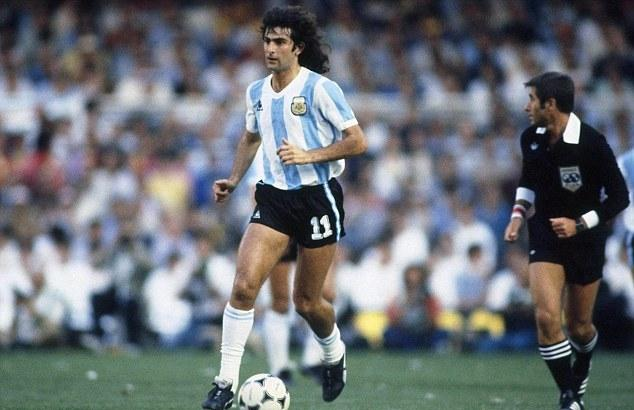
Kempes titulaire lors de la Coupe du monde 1982.

Les performances de Kempes à Rosario Central le poussent rapidement vers l'équipe nationale. Retenu à 20 ans à peine pour la Coupe du monde 1974 en Allemagne de l'Ouest, il y est titulaire mais n'inscrit aucun but.
À l'approche de l'édition 1978 en Argentine, le sélectionneur argentin Menotti exige la présence de Kempes malgré l'insistance de la junte militaire alors au pouvoir à ne retenir que des joueurs évoluant au pays. Menotti obtient gain de cause et El Matador répond présent au rendez-vous.
Avec le numéro 10 (une pure coïncidence, car l'Argentine numérote cette année-là ses joueurs par ordre alphabétique), il conduit l'Albiceleste à son premier titre mondial en inscrivant six buts (meilleur buteur du tournoi), deux lors de chacune des deux victoires argentines du 2e tour, puis deux autres en finale contre les Pays-Bas.
Il ne marquera plus ensuite en sélection et ne sera plus appelé après l’échec de la Coupe du monde de football 1982. Il a dû céder la vedette, et le maillot numéro 10, à un phénomène nommé Diego Maradona. Bien que titulaire durant le Mundial en Espagne, Kempes ne marque pas et l'Argentine est éliminée sans gloire au second tour. Sa carrière internationale s'arrête là.

### Fin de carrière de joueur
À la fin de son contrat à Valence, Kempes souhaite rester en Europe mais il ne trouve pas immédiatement de nouveau club professionnel. Il est mis à l'essai pendant l’été 1984 par Tottenham Hotspur, le club de son compatriote Ardiles, mais il ne convainc pas les dirigeants anglais.
Il joue alors avec Autocares Luz, une équipe de futsal basée à Valence, avant de finalement signer en décembre 1984 à Hércules, club de première division espagnole basé à Alicante, près de Valence. Il y marque 11 buts en 42 rencontres, toutes compétitions confondues, avant d'annoncer son départ en janvier 1986, un peu plus d'un après son arrivée. Hércules connaîtra après le départ de l'Argentin des résultats catastrophiques et finit relégué en deuxième division.
Kempes signe dans la foulée au First Vienna FC 1894, un club autrichien de deuxième division s'apprêtant à disputer le tournoi de promotion, et annonce vouloir finir sa carrière en Autriche. Il accompagne la montée du club en Bundesliga, puis son maintien la saison suivante. Il signe alors au VSE St. Pölten, un autre club de deuxième division autrichienne, dont il accompagne de nouveau la montée puis le maintien dans l'élite, deux saisons d'affilée.
En 1990, à bientôt 36 ans et alors qu'il a marqué 15 buts en 35 matchs de championnat pour sa dernière saison, il signe avec un 3e club autrichien, Kremser SC, pour deux dernières saisons en première division autrichienne. Il annonce alors, en 1992, la fin de sa carrière de joueur.

### Reconversion comme entraineur et commentateur
Kempes retourne alors en Espagne. Il organise en 1993 son match de jubilé dans le stade du Valence CF, puis il est nommé adjoint de l'Uruguayen Héctor Núñez lorsque celui-ci en est l’éphémère entraineur, de janvier à mars 1994.
En 1995, alors qu'il travaille sur un projet gouvernemental au Chili, il est convaincu par les dirigeants du club local de Fernández Vial de rejouer pour eux. Malgré sa réticence initiale, il joue onze matchs en deuxième division chilienne et marque cinq buts, sur une période de deux mois.
Il accepte peu de temps après l'offre de l'homme d'affaires indonésien Nirwan Bakrie de jouer pour son club de Pelita Jaya, ou évoluait encore récemment Roger Milla. Il en est l'entraineur-joueur pendant quelques mois. En décembre 1996, il accepte l'offre d'un autre homme d'affaires, albanais cette fois, Pëllumb Xhaferri, de devenir l'entraineur de son club, le KS Lushnjë, récent promu en première division du championnat d'Albanie. Mais le pays s'enfonce alors dans une grave crise, ce qui interrompt le championnat et le contraint à fuir un mois seulement après son arrivée.
Kempes revient alors en Amérique du Sud et devient en 1998 entraineur à temps plein de Mineros de Guayana au Venezuela. Entre 1999 et 2001, il entraîne en Bolivie, d'abord The Strongest puis Blooming et Independiente Petrolero. Il dirige enfin deux modestes clubs en Europe, Casarano Calcio (it), club de Serie C italienne, lors de la première partie de la saison 2001-2002, puis San Fernando, en Espagne, lors de la seconde partie 2002, malgré le fait qu'il n'ait pas le diplome nécessaire. Les résultats ne suivent pas et il est remplacé après six matchs (le club sera relégué en Tercera División en fin de saison).
Il travaille ensuite comme analyste et commentateur sportif pour la chaîne hispanophone ESPN Deportes. Il prête également sa voix à la version latino-américaine des jeux vidéo de la franchise FIFA à partir de 2013.

## Palmarès

### En club
Valence CF
- Vainqueur de la Supercoupe d'Europe en 1980
- Vainqueur de la Coupe d'Europe des vainqueurs de coupe en 1980
- Vainqueur de la Coupe d'Espagne en 1979

CA River Plate
- Champion d'Argentine Nacional en 1981

### En équipe d'Argentine
- Vainqueur de la Coupe du monde en 1978

### Distinctions individuelles
En plus d’être champion du monde avec sa sélection en 1978, il est le meilleur buteur du tournoi (organisé en Argentine), et en est considéré comme le meilleur joueur. Le trophée officiel de Ballon d'or de la Coupe du monde n'est créé qu'en 1982, mais la FIFA décerne a posteriori la récompense à Kempes,. Ce « triplé » (champion du monde - meilleur joueur - meilleur buteur) n'avait été réalisé jusque là que par le Brésilien Garrincha en 1962 (de façon non officielle).

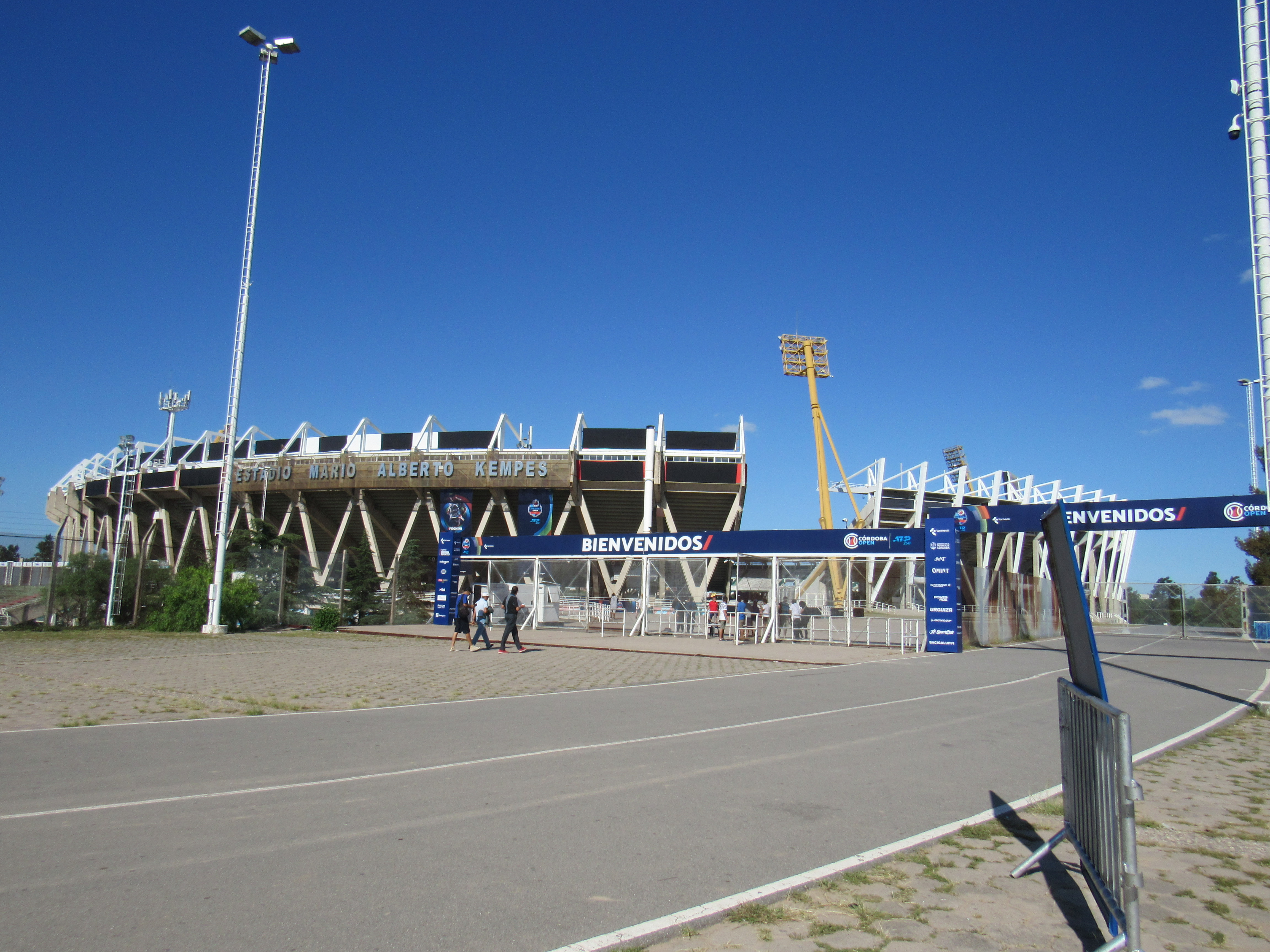
Facade de lEstadio Mario Alberto Kempes à Córdoba.

En 1978, Kempes reçoit a la fois le prix du meilleur footballeur sud-américain, décerné alors par le journal vénézuélien El Mundo, et le Onze d'or, récompensant le meilleur joueur évoluant en Europe, d’après le choix des lecteurs du magazine français Onze. Il est à ces titres considéré comme le meilleur footballeur du monde de l'année 1978.
En 2004, Kempes est nommé dans la liste « FIFA 100 » des 125 meilleurs footballeurs vivants, établie par Pelé dans le cadre de la célébration du 100e anniversaire de la FIFA.
En 2010, le grand stade de Córdoba, construit pour la Coupe du monde 1978 et dont l'Instituto est l'un des clubs résidents, est renommé en son honneur.
Diego Maradona a dit de lui : « Nous lui sommes tous très reconnaissants pour ce qu'il a fait en 1978, mais nous ne lui avons jamais vraiment dit merci. Il était l’âme et le buteur de cette équipe. Je l'adore. »

### Statistiques

#### Club
D’après les statistiques décrites ci-dessous, Kempes marque pendant l'ensemble de sa carrière en club 440 buts en 767 matchs, toutes compétitions officielles confondues, soit un ratio de 0,57 but par match.
Avec Rosario Central, il est le meilleur buteur du Championnat d'Argentine Nacional en 1974 (25 buts) et Metropolitano en 1976 (21 buts). Puis avec Valence, il est meilleur buteur du Championnat d'Espagne en 1977 (24 buts) et en 1978 (28 buts).
| Club           | Saison    | Championnat             | Championnat | Championnat | Coupe | Coupe | Continental | Continental | Autres | Autres | Total | Total | Total |
| Club           | Saison    | Division                | Matchs      | Buts        | M.    | B.    | M.          | B.          | M.     | B.     | M.    | B.    | P.D.  |
| -------------- | --------- | ----------------------- | ----------- | ----------- | ----- | ----- | ----------- | ----------- | ------ | ------ | ----- | ----- | ----- |
| Instituto      | 1972-1973 | Liga Cordobesa          | 81          | 78          | —     | —     | —           | —           | —      | —      | 81    | 78    | 20    |
| Instituto      | 1973      | Primera División        | 13          | 11          | —     | —     | —           | —           | —      | —      | 13    | 11    | 4     |
| Central        | 1974      | Primera División        | 34          | 29          | 2     | 1     | 7           | 3           | —      | —      | 43    | 33    | 15    |
| Central        | 1975      | Primera División        | 49          | 35          | —     | —     | 9           | 5           | —      | —      | 58    | 40    | 19    |
| Central        | 1976      | Primera División        | 22          | 21          | —     | —     | —           | —           | —      | —      | 22    | 21    | 9     |
| Central        | Total     | Total                   | 105         | 85          | 2     | 1     | 16          | 8           | —      | —      | 123   | 94    | 67    |
| Valencia       | 1976-1977 | La Liga                 | 34          | 24          | 0     | 0     | —           | —           | —      | —      | 34    | 24    | 4     |
| Valencia       | 1977-1978 | La Liga                 | 34          | 28          | 12    | 11    | —           | —           | —      | —      | 46    | 39    | 9     |
| Valencia       | 1978-1979 | La Liga                 | 30          | 12          | 10    | 3     | 6           | 3           | —      | —      | 46    | 18    | 4     |
| Valencia       | 1979-1980 | La Liga                 | 32          | 22          | 2     | 2     | 9           | 9           | —      | —      | 43    | 33    | 7     |
| Valencia       | 1980-1981 | La Liga                 | 12          | 9           | 1     | 0     | 5           | 2           | —      | —      | 18    | 11    | 0     |
| Valencia       | Total     | Total                   | 142         | 95          | 25    | 16    | 20          | 14          | —      | —      | 187   | 125   | 24    |
| River Plate    | 1981      | Primera División        | 29          | 15          | —     | —     | —           | —           | —      | —      | 29    | 15    | 0     |
| River Plate    | 1982      | Primera División        | 0           | 0           | —     | —     | —           | —           | —      | —      | 0     | 0     | 0     |
| River Plate    | Total     | Total                   | 29          | 15          | —     | —     | —           | —           | —      | —      | 29    | 15    | 0     |
| Valencia       | 1982-1983 | La Liga                 | 27          | 13          | 1     | 0     | 8           | 0           | 2      | 0      | 38    | 13    | 4     |
| Valencia       | 1983-1984 | La Liga                 | 15          | 8           | 4     | 3     | 0           | 0           | 2      | 0      | 21    | 11    | 0     |
| Valencia       | Total     | Total                   | 42          | 21          | 5     | 3     | 8           | 0           | 4      | 0      | 59    | 24    | 4     |
| Hércules       | 1984-1985 | La Liga                 | 17          | 1           | 2     | 0     | —           | —           | —      | —      | 19    | 1     | 0     |
| Hércules       | 1985-1986 | La Liga                 | 21          | 9           | 2     | 1     | —           | —           | —      | —      | 23    | 10    | 0     |
| Hércules       | Total     | Total                   | 38          | 10          | 4     | 1     | —           | —           | —      | —      | 42    | 11    | 0     |
| First Vienna   | 1986      | D2 autrichienne         | 6           | 1           | 1     | 0     | —           | —           | —      | —      | 7     | 1     | 0     |
| First Vienna   | 1986-1987 | Bundesliga autrichienne | 31          | 10          | 4     | 1     | —           | —           | —      | —      | 35    | 11    | 2     |
| First Vienna   | Total     | Total                   | 37          | 11          | 5     | 1     | —           | —           | —      | —      | 42    | 12    | 2     |
| VSE St. Pölten | 1987-1988 | D2 autrichienne         | 30          | 16          | 1     | 0     | —           | —           | —      | —      | 31    | 16    | 8     |
| VSE St. Pölten | 1988-1989 | Bundesliga autrichienne | 29          | 9           | 2     | 1     | —           | —           | —      | —      | 31    | 10    | 3     |
| VSE St. Pölten | 1989-1990 | Bundesliga autrichienne | 35          | 15          | 2     | 1     | —           | —           | —      | —      | 37    | 16    | 6     |
| VSE St. Pölten | Total     | Total                   | 94          | 40          | 5     | 2     | —           | —           | —      | —      | 99    | 42    | 17    |
| Kremser SC     | 1990-1991 | Bundesliga autrichienne | 35          | 8           | 1     | 0     | —           | —           | —      | —      | 36    | 8     | 3     |
| Kremser SC     | 1991-1992 | Bundesliga autrichienne | 29          | 5           | 1     | 0     | —           | —           | —      | —      | 30    | 5     | 0     |
| Kremser SC     | Total     | Total                   | 64          | 13          | 2     | 0     | —           | —           | —      | —      | 66    | 13    | 3     |
| Fernández Vial | 1995      | Primera B (Chili)       | 11          | 5           | —     | —     | —           | —           | —      | —      | 11    | 5     | 3     |
| Pelita Jaya    | 1996      | Liga Indonesia          | 15          | 10          | —     | —     | —           | —           | —      | —      | 15    | 10    | 7     |
| Total          | Total     | Total                   | 671         | 394         | 48    | 24    | 44          | 22          | 4      | 0      | 767   | 440   | 127   |

#### Sélection
- 44 matchs et 20 buts en équipe d'Argentine, entre 1973 et 1982.
- 18 matchs et 6 buts en Coupe du monde : 6 matchs en 1974, 7 matchs et 6 buts en 1978 et 5 matchs en 1982. Il est le meilleur buteur de la Coupe du monde en 1978 (6 buts).
- 3 matchs et 1 but en Copa America en 1975